# Sodom und Gomorrha
Sodom und Gomorrha è un film muto del 1922 diretto in Austria dal regista ungherese Mihaly Kertész che, in seguito, a Hollywood, sarebbe diventato famoso con il nome di Michael Curtiz.
Kolossal prodotto per la Sascha Film a Sievering, il film non viene ricordato per la storia, abbastanza banale, ma per essere stato la produzione più costosa nella storia della cinematografia austriaca. Ispirato da Intolerance di David W. Griffith, che aveva entusiasmato il produttore Sascha Kolowrat-Krakowsky, il film venne interpretato dall'attrice ungherese Lucy Doraine, moglie del regista, mentre Walter Slezak interpreta il ruolo di Eduard.

## Trama
A Londra, la Borsa vive momenti di panico per le speculazioni finanziarie di Jackson Harber, un ricco banchiere che usa gli stessi metodi anche per "acquistare" una moglie, la giovane Mary Conway, la quale lascia il suo fidanzato, lo scultore Harry Lighton, per convolare a nozze con il maturo uomo d'affari, ex-amante di sua madre. Il matrimonio viene organizzato al castello di Harber, dando luogo a una festa grandiosa. Qui, giunge Eduard, il figlio di Jackson, insieme al suo precettore, un prete.
Quest'ultimo riceve la confessione di Harry Lighton, suicidatosi per disperazione a causa dell'abbandono della fidanzata. Nella prima sequenza storica, Mary veste i panni della regina di Siria che, crudelmente, fa giustiziare un giovane gioielliere. Di ritorno ai tempi moderni, Mary si addormenta e in un sogno dai tratti espressionistici, porta Eduard e Harber a combattere per lei, fino alla morte del padre per mano del figlio.
In un'altra sequenza, ci troviamo a Sodoma, dove Mary si ritrova nei panni di Lea, la moglie di Lot, mentre cerca di fuggire alla distruzione della città. Risvegliatasi sconvolta dal sogno, Mary si pente di aver cercato di sedurre Eduard e di averlo messo contro suo padre, si rende conto delle conseguenze dei suoi atti e decide di tornare da Harber.

## Produzione
Il film fu girato a Vienna, prodotto dalla Sascha-Film.

## Distribuzione
Distribuito dall'UFA in Germania e dalla Export and Import Film Co. (Ben Blumenthal) negli USA, il film uscì in Austria il 13 ottobre 1922.

### Date di uscita
IMDb
- Austria	13 ottobre 1922
- USA	26 marzo 1923
- Finlandia	30 settembre 1923
- Portogallo	30 marzo 1925

Alias
- Le Sixième commandement	Francia
- Legende von Sünde und Strafe	(undefined)
- Queen of Sin and the Spectacle of Sodom and Gomorrah	(undefined)
- Sodoma e Gomorra 	 Portogallo
- Sodoma kai Gomora 	 Grecia